# Dialetti cilentani
(Proverbio cilentano)
I dialetti cilentani (celendani o cilindani) costituiscono un complesso dialettale di tipo italo-meridionale in uso nelle aree geografiche del Cilento, Vallo di Diano, Alburni, piana del Sele meridionale e monti Eremita-Marzano, situate in Campania (nella provincia di Salerno) e dette anche Lucania occidentale; tali aree erano anticamente lucane, ma fin dall'alto medioevo entrarono a far parte del Principato di Salerno o Principato Citra.
Secondo la maggior parte delle fonti, il gruppo dialettale cilentano sarebbe da annoverarsi tra i dialetti campani.

## Caratteristiche

### Influenze linguistiche
La maggiore influenza linguistica viene dalla lingua napoletana.
Nella zona centro-meridionale del Cilento si incontrano tuttavia alcuni centri che presentano delle caratteristiche glottologiche peculiari e piuttosto arcaiche, che possono essere ricondotte pienamente a quelle tipiche della lingua siciliana, presenti pure nei dialetti del Salento e della Calabria meridionale.
Queste caratteristiche, ravvisabili soprattutto nel vocalismo, in diversi esiti fonetici e nel lessico, sono in generale in forte regresso e rappresentano nella maggioranza dei casi un elemento residuale rispetto all'influsso dei dialetti di tipo campano e lucano, tuttavia in alcuni centri tali caratteristiche conservano ancora la preminenza rispetto agli influssi più moderni, in modo tale che questi centri possano tuttora essere considerati isole linguistiche da ascrivere più al gruppo siciliano che italiano meridionale.
Le comunità che presentano questi arcaismi potrebbero avere un'origine etnolinguistica diversa da quella del restante Cilento, ancorché non sia da escludere che anticamente l'area con caratteristiche siciliane fosse più ampia di quanto oggi ravvisabile.
Le influenze del cilentano vero e proprio sono limitate alle zone "confinanti" settentrionali (come Agropoli, Capaccio Paestum, Pontecagnano, Bellizzi, Battipaglia, Eboli) dove principalmente varia l'inflessione mentre la terminologia resta pressoché identica al resto del cilentano. Tra l'altro vi sono anche alcuni casi di "falsi amici" fra napoletano e cilentano. Si può dire che il dialetto cilentano iniziò a essere conversato nella zona di Pontecagnano ovvero una delle prime zone che, in cui si inizia a sentire un dialetto cilentano, ma con sfumature dialettali di Salerno quindi possiamo concludere che il dialetto cilentano inizi a essere conversato a Pontecagnano e poi procedendo nella provincia salernitana il dialetto cambia da zona a zona.

### Varianti principali
- Dialetti cilentani del gruppo italiano meridionale (del Cilento meridionale, centrale  e settentrionale), la maggioranza; comprendono dialetti affini al lucano ed affini al campano.
- Dialetti cilentani di tipo siciliano (del Cilento meridionale), con caratteristiche arcaiche, diffusi in un ristretto numero di centri montani.
- Dialetti cilentani di tipo galloitalico di Basilicata, diffusi ai confini con quest'ultima regione[5].